# 呂繼純
呂繼純（1862年—？），字述之，号德一，盛京漢軍正白旗人，清朝政治人物、同進士出身。
光緒二十一年（1895年），参加光緒乙未科殿試，登進士三甲163名。同年五月，著交吏部掣签分发各省，以知县即用。